# IHS (religion)
Pour les articles homonymes, voir IHS, JHS et JHC.

Monogramme trilitère du nom grec de Jésus "IHS" ou "JHS"

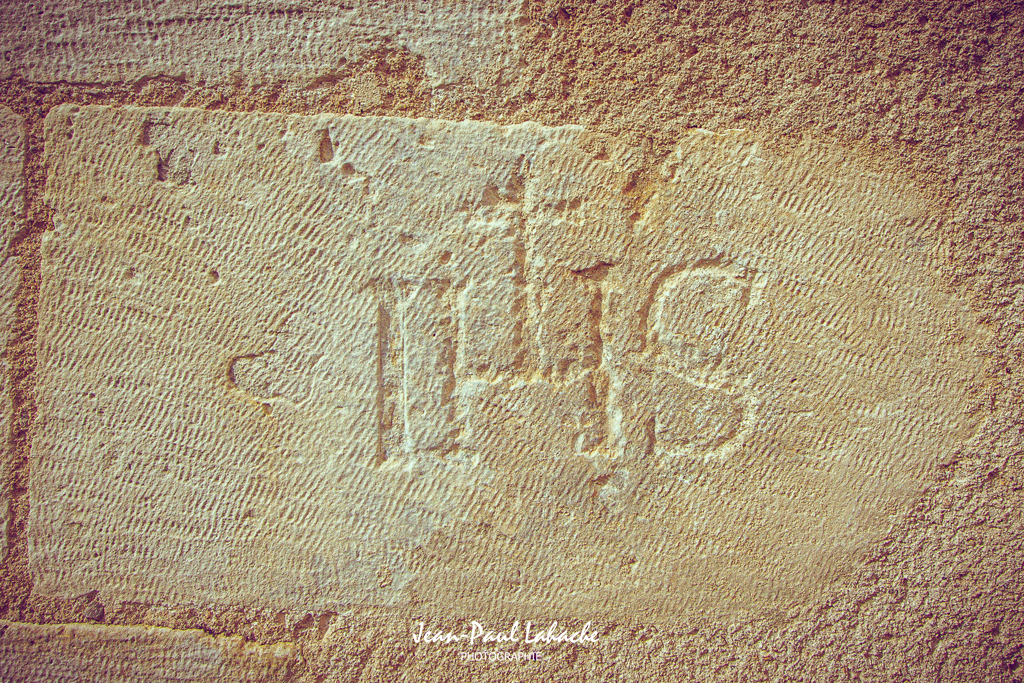
Gravure rupestre sur mur église Saint Germain à Saint Savin sur Gartempe

Le monogramme IHS (parfois IHC, JHS ou JHC) est une abréviation signifiant « Iesus Hominum Salvator » (Jésus Sauveur de l'Humanité) et une translittération imparfaite du nom de « Jésus » en grec ancien : Ι = J, Η = E et Σ = S (JES. = Jesus / Ἰησοῦς, IHΣOYΣ / Iēsoūs = nom complet en grec ancien).

## Usage dans l'Église catholique

Monogramme trilitère du nom grec de Jésus "IHC"

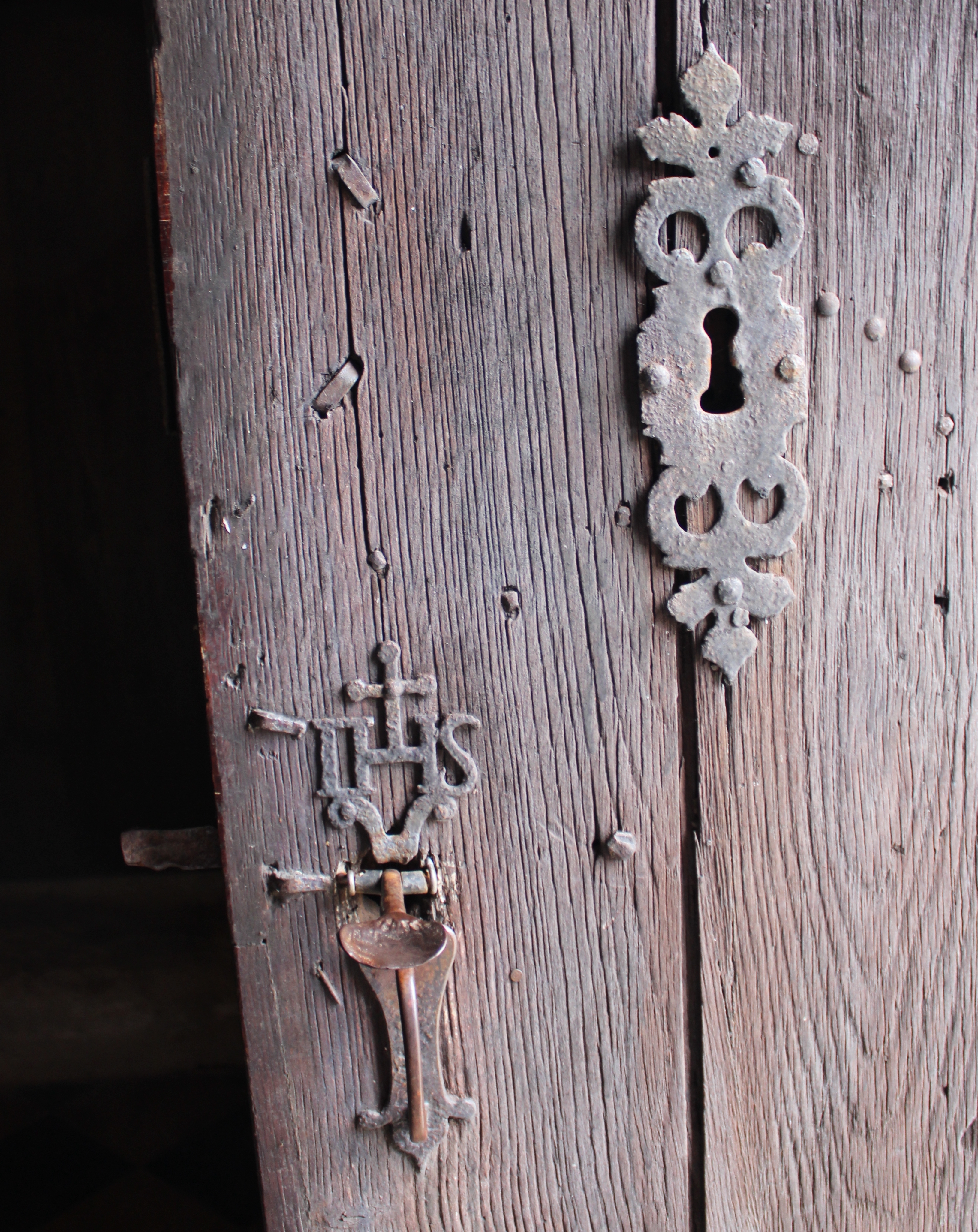
Monogramme IHS en fer forgé sur l'église fortifiée de Burelles (XVIIe siècle).

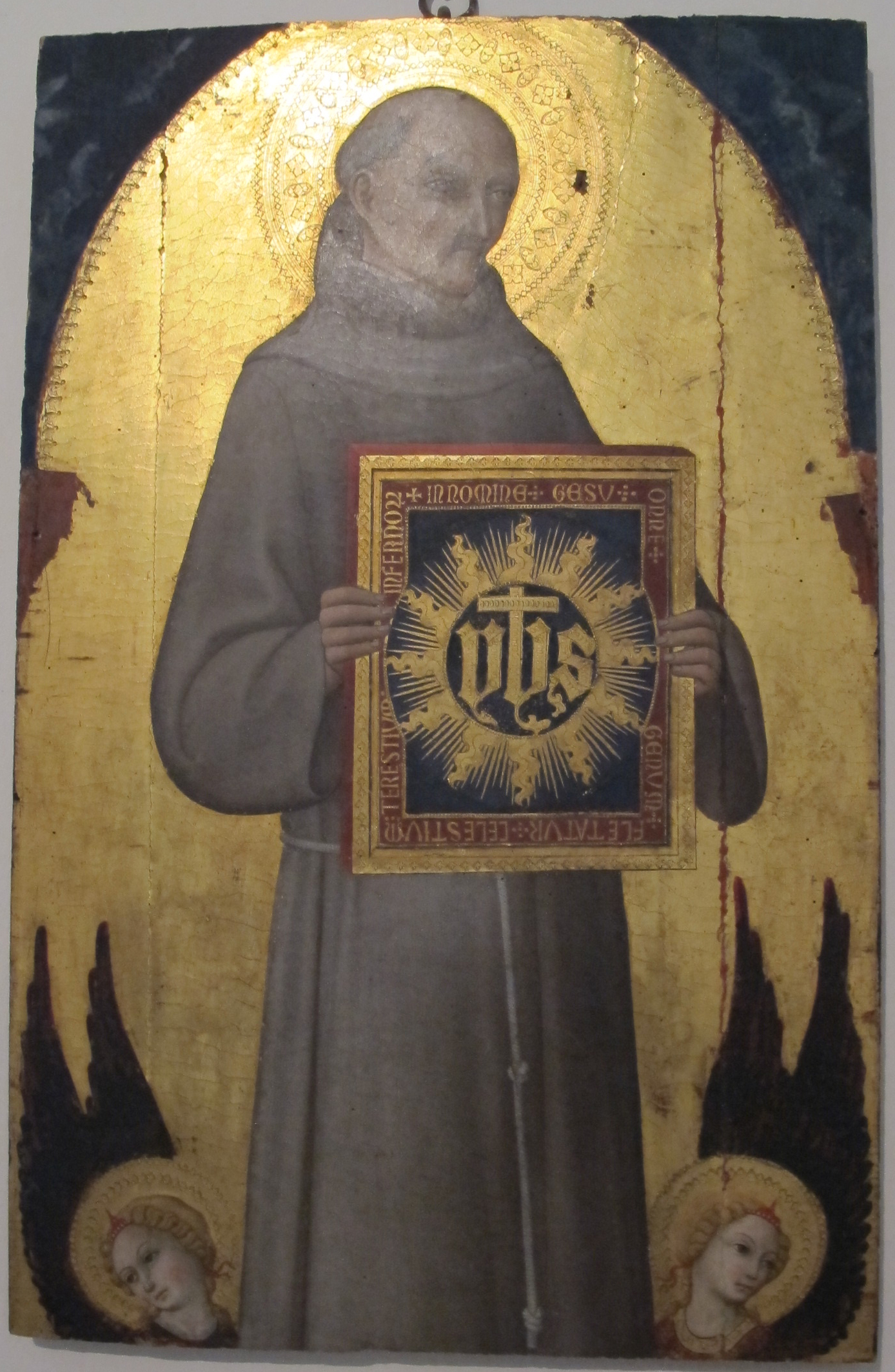
Bernardin portant son trigramme (graphie YHS).

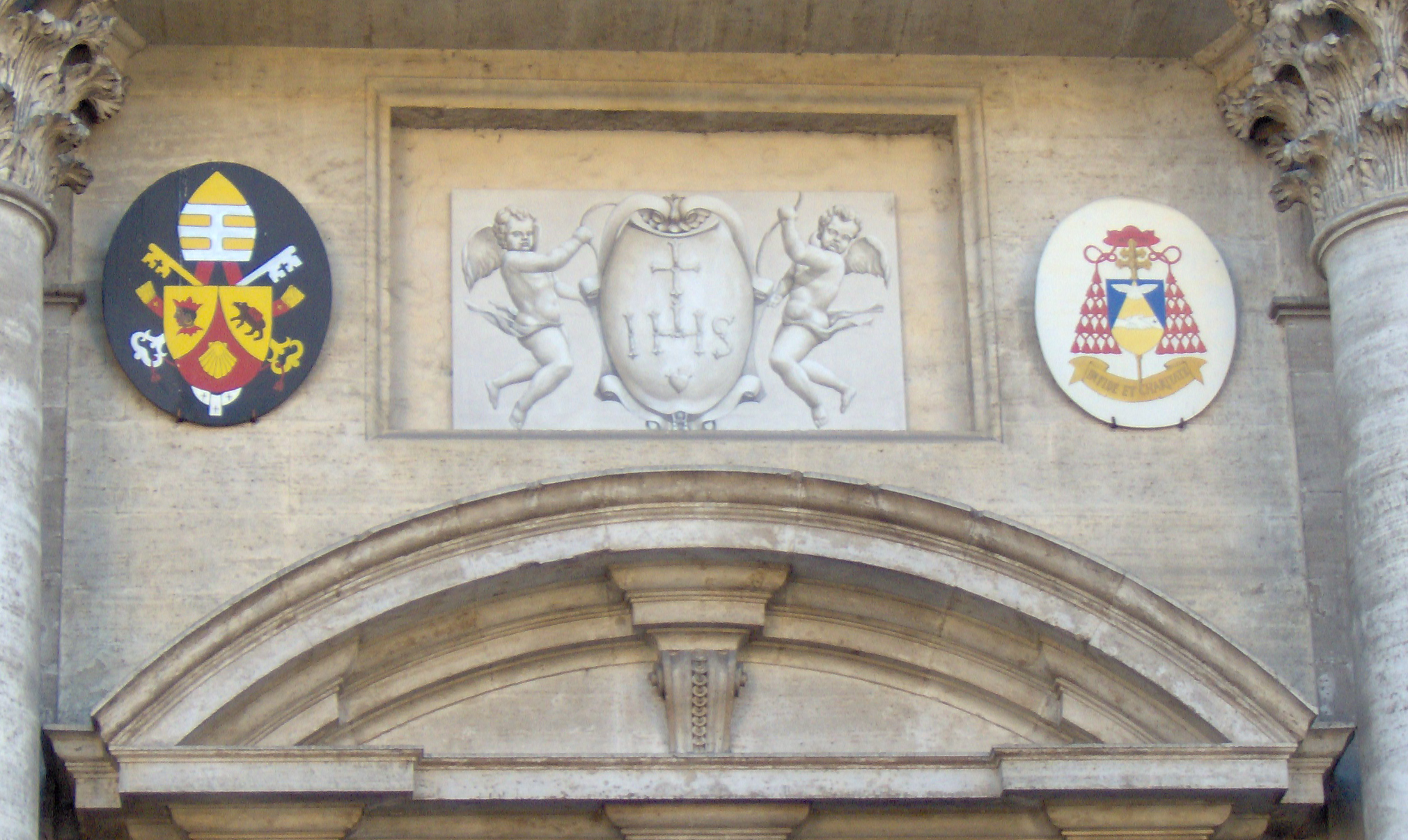
Sceau jésuite accompagné des armes de Benoît XVI et d'un cardinal sur le fronton de l'Église Saint-Ignace-de-Loyola de Rome

IHS sur les armes du pape François.

### Passage au latin
Le monogramme trilittère grec IHΣ / IĒS (pour Ἰησοῦς / Iēsoūs, le nom de Jésus) se rencontre déjà parmi les plus anciens symboles chrétiens. Lorsque le latin devint la langue dominante du christianisme le monogramme fut mal compris, le êta grec (en majuscule), étant identique à la lettre latine H. Le monogramme devint I.H.S. et interprété librement en se basant sur des étymologies populaires : 
- pour certains venant du IHSV, le « IN HOC SIGNO VINCES » de l’empereur Constantin (« Par ce signe tu vaincras », mots que Constantin affirme avoir entendus avant la bataille du pont Milvius, en 312). On trouve ce sigle IHSV sur des tombes du haut Moyen Âge. Mais le monogramme couramment utilisé par Constantin et sous son règne est le chrisme.
- pour d’autres le IESUS, HOMINUM SALVATOR (« Jésus, Sauveur des hommes »), IESUM HABEMUS SOCIUM (« Nous avons Jésus pour compagnon ») ou encore IESUS, HOMO, SALVATOR (« Jésus, Homme, Sauveur ») rencontré souvent dans des textes latins.

### Retour au grec
- Au XVe siècle, les Franciscains encouragèrent la dévotion au nom de Jésus et utilisèrent à nouveau le monogramme IHS comme signifiant simplement Jésus. En particulier, Bernardin de Sienne (1380-1444), un éloquent prédicateur franciscain et force spirituelle de son temps, utilisait beaucoup le monogramme dans sa prédication et montrait aux foules un tableau peint sur bois (un est conservé à Volterra) sur lequel le symbole IHS, ou YHS en lettres gothiques, figurait au cœur d'un soleil. Ce symbole du Christ a ensuite eu une immense diffusion. Saint Bernardin mourut à L’Aquila (dans les Abruzzes, Italie) et la basilique où repose son corps est un hymne au monogramme IHS.
- Au siècle suivant, saint Ignace de Loyola fut sans doute influencé par cette dévotion au nom de Jésus. En route vers Rome, en novembre 1537, il eut à La Storta une vision où le Père céleste le plaçait près de son fils, Jésus-Christ. C’est de ce jour-là qu’il fut déterminé à appeler le groupe de compagnons qu’il avait formé : Societas Iesu (Compagnie de Jésus). Il adopta le christogramme IHS qui se retrouva alors sur son sceau officiel de supérieur général (le H surmonté d’une croix[2] et sous le monogramme des signes symboliques, une demi-lune flanquée de deux étoiles[3], signes remplacés progressivement par un cœur transpercé par trois clous — symbole de la crucifixion — puis seulement par les trois clous considérés comme l’expression des vœux de pauvreté, chasteté et obéissance)[4], et par la suite sur d’innombrables livres, publications, églises, collèges et, d’une manière générale, tout ce qui avait la marque de la Compagnie de Jésus qui reprend le christogramme IHS pour en faire Iesus Habemus Socium, « Nous avons Jésus pour compagnon »[5].

## Usage en contexte protestant
L'Église protestante de Genève utilise ce monogramme comme emblème, mais sous sa forme grecque. Au moment de la Réforme, l'emblème christique a ainsi été conservé (de préférence à la Croix), sous une forme grecque (IHΣ / IĒS), dans l'esprit de l'humanisme. Ces lettres sont représentées dans un soleil, en continuité avec le symbole utilisé par saint Bernardin de Sienne qu'il présentait peint sur un disque. L'interprétation donnée à ces trois lettres est soit celle du début du nom de Jésus en grec, soit « Iesous hemeteron soter », c'est-à-dire « Jésus notre Sauveur ».

Logo de l’Église protestante de Genève.

À Genève, ce monogramme figure également en grec dans les armoiries de la République et de la Ville, en cimier (demi-soleil avec les trois lettres surmontées d'un signe abréviatif), c'est-à-dire directement au-dessus du blason.

Il figure également, avec le même signe abréviatif, sculpté en bas relief, sur le socle des statues monumentales des quatre Réformateurs du Mur de Genève.

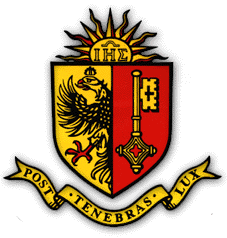
ΙΗΣ sur les armoiries de Genève.

## Interprétations populaires
- En latin IESUS HOMO (plus souvent : HOMINUM) SALVATOR, « Jésus Homme Sauveur » ou plus souvent, « Jésus Sauveur des Hommes »,
- En latin In hoc signo [vinces], « Par ce signe tu vaincras » (référence à la vision de Constantin, qui vaincra au Pont Milvius en mettant son armée sous l'emblème de la Croix),
- En allemand, JESUS HEILAND SELIGMACHER, « Jésus Sauveur Source de bénédiction »,
- En breton armoricain, JEZUZ HOR SALVER, « Jésus Notre Sauveur » [6],

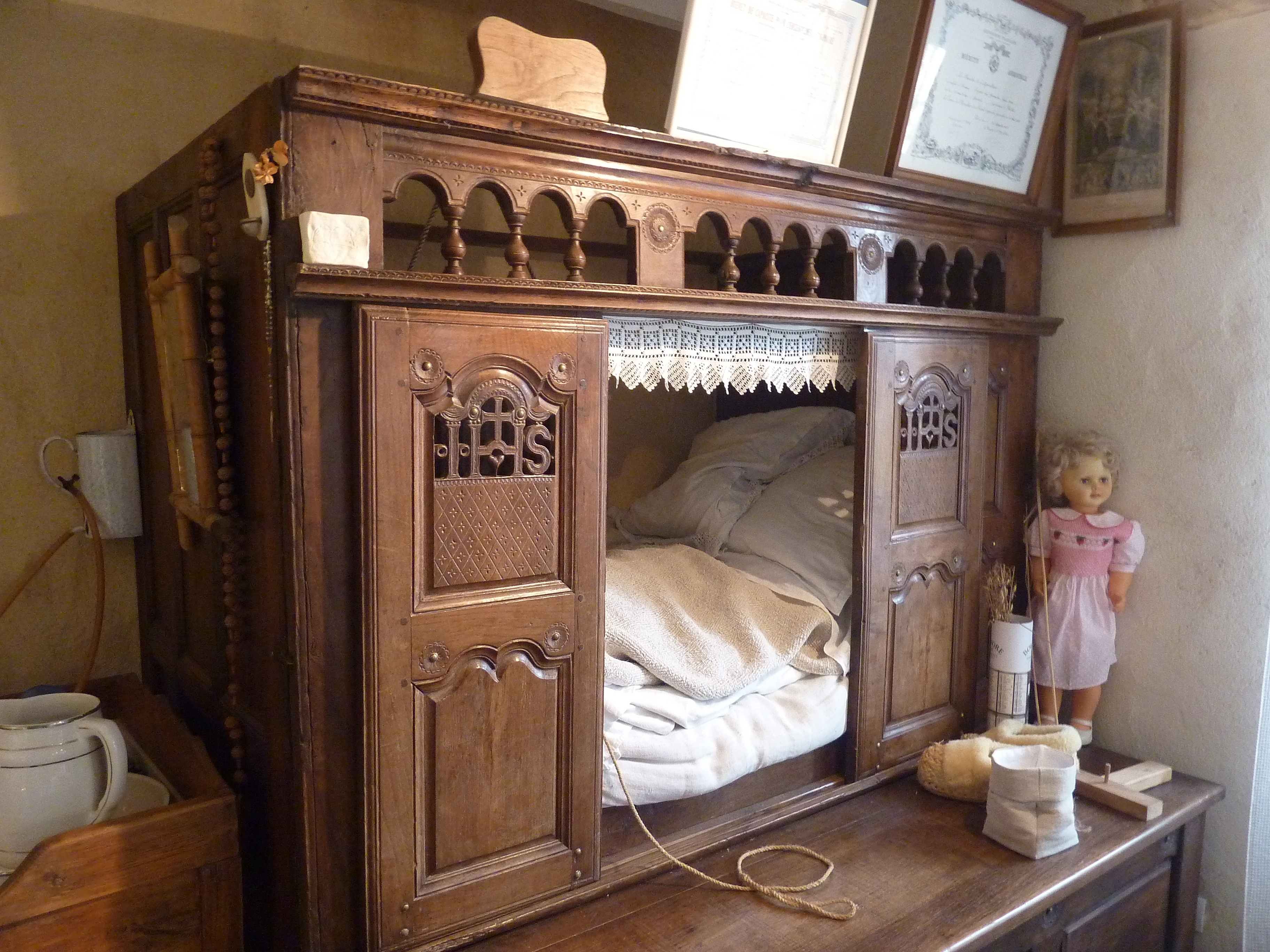
Musée vivant des vieux métiers d'Argol : lit-clos avec l'inscription sculptée "IHS".
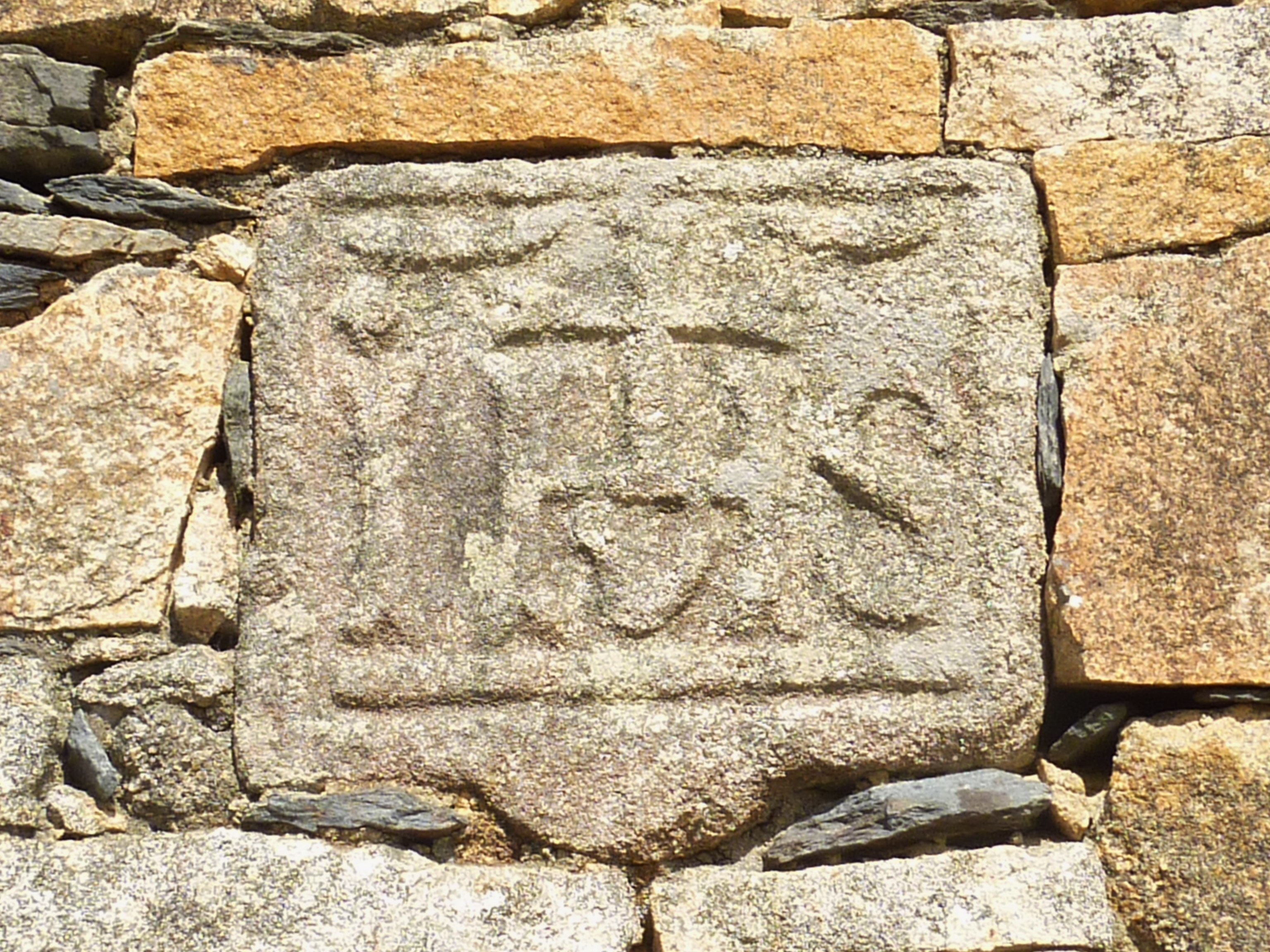
Pierre gravée de la Maison Bourlès dans le hameau de Kerbarguen à Botmeur

## Variante: le nombre 318
Le nombre 318 était utilisé comme symbole du Christ dans l'Antiquité : c'est le cas dans la préface de la Psychomachie de Prudence. En effet, 318 s'écrit en grec ancien TIH / TIĒ (en minuscules, τιη'), où T, qui a la forme d'une croix, est associé aux deux premières lettres de Jésus en grec, Ι / I et Η / Ē.